# 蒂爾卡拉縣

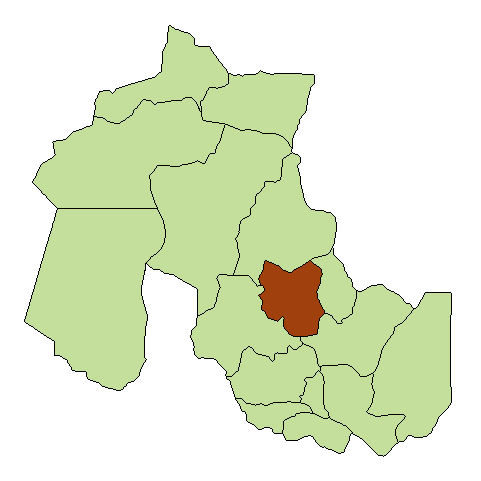

23°34′26″S 65°23′37″W / 23.57389°S 65.39361°W
蒂爾卡拉縣（西班牙語：Departamento de Tilcara），是阿根廷的縣份，位於該國西北部胡胡伊省，首府設於蒂爾卡拉，面積1,845平方公里，該地區的地震活動頻繁和低強度，2010年人口12,349，人口密度每平方公里6.69人。